# Vila Nova de Paiva
Vila Nova de Paiva là một huyện thuộc tỉnh Viseu, Bồ Đào Nha. Huyện này có diện tích 175 km², dân số thời điểm năm 2001 là 6141 người.